# Kinrara nationalpark
Kinrara nationalpark är en nationalpark i Australien. Den ligger i delstaten Queensland.
I Kinrara nationalpark växer huvudsakligen savannskog.